# Warm Up!
Warm Up! è un simulatore di guida sviluppato dalla Lankhor e pubblicato dalla Microïds nel 2000 per PlayStation e Microsoft Windows.

## Modalità di gioco
Sebbene il gioco apparentemente si comporti come un normale simulatore di guida in stile Formula 1, non ne presenta le licenze ufficiali. Due sono le modalità di gioco: Arcade e Simulazione.
- La modalità Arcade è principalmente incentrata sul giocatore singolo. La vettura selezionata si muove a velocità e sterzo elevatissimi, e l'obiettivo è superare il numero stabilito di vetture entro i tre giri previsti nei 17 circuiti presenti nel gioco, a partire dalla Gran Bretagna. Se il giocatore non riesce a superare il numero di vetture previste per il livello, perderà un credito (l'equivalente a una vita), esauriti i quali il gioco termina. Per guadagnare un nuovo credito, è necessario superare il doppio del numero delle vetture previste per il livello. Tagliare il percorso comporta la bandiera nera, che stavolta comporta la perdita di 1000 punti, e ogni 3 bandiere nere aumenta di uno il limite dell'obiettivo.
- La modalità Simulazione rappresenta la parte realistica del gioco, ed è giocabile anche in due giocatori. In questa modalità, è possibile percorrere una gara singola, giocare nel Gran Premio singolo (con prove libere, Qualifiche e gara ufficiale), oppure organizzare campionati singoli con un qualsiasi numero e ordine di circuiti.

Quando ci si trova in una di queste due modalità, è possibile selezionare la scuderia, e modificare la vettura in base al telaio e al design.
Vi si trova anche la modalità online in cui possono partecipare un massimo di 10 giocatori.

### Circuiti
Essendo il gioco creato nel 2000, i 17 circuiti che vi sono contenuti sono uguali a quelli presenti nel rispettivo campionato mondiale di Formula 1, ma, probabilmente per motivi di copyright, essi presentano solo i nomi delle nazioni che li ospitano.
| Gran Premio     | Circuito reale                   |
| --------------- | -------------------------------- |
| Australia       | Albert Park Circuit              |
| Brasile         | Autódromo José Carlos Pace       |
| Europa del Sud  | Autodromo Enzo e Dino Ferrari    |
| Regno Unito     | Silverstone                      |
| Spagna          | Circuito di Barcellona-Catalogna |
| Europa del Nord | Nürburgring                      |
| Monaco          | Circuito di Monte Carlo          |
| Canada          | Circuit Gilles Villeneuve        |
| Francia         | Circuito di Magny Cours          |
| Austria         | A1-Ring                          |
| Germania        | Hockenheimring                   |
| Ungheria        | Hungaroring                      |
| Belgio          | Circuito di Spa-Francorchamps    |
| Italia          | Autodromo nazionale di Monza     |
| Stati Uniti     | Indianapolis Motor Speedway      |
| Giappone        | Suzuka Circuit                   |
| Malaysia        | Sepang International Circuit     |

### Scuderie
Anche le scuderie sono in parte inspirate a quelle reali del Campionato di Formula 1 in questione: la Kingfast, ad esempio, è ispirata alla Ferrari. I nomi dei piloti, inoltre, sono uguali a quelli dello staff del gioco.
| Scuderia  | Piloti                    |
| --------- | ------------------------- |
| Certina   | S. Polard G. Genty        |
| Eurosport | M. Dan F. Fournier        |
| Kingfast  | C. Cogordan B. Loeb       |
| WAibi     | A. Le Bot E. Chamayou     |
| Tuttle    | M. Monti P. Gimeno        |
| GTW       | P. Saule S. Fiedos        |
| PSYCHO    | B. Lienard V. Macre       |
| High COOL | JM. Herve F. Charriere    |
| Darow     | B. Aysan D. Robert        |
| Bulldog   | M. Leyssenne JL. Langlois |
| Punisher  | C. Vignon L. Lenoir       |

## Critiche
| Testata        | Giudizio |
| -------------- | -------- |
| GameGenie      | 80%      |
| Jeuxvideo.com  | 15/20    |
| Gamekult       | 70%      |
| PC Gameplay    | 70%      |
| PC Action      | 68%      |
| Génération 4   | 65%      |
| Gamesmania     | 61%      |
| GameStar       | 47%      |
| PC Zone        | 45%      |
| Absolute Games | 45%      |

Mentre Jeuxvideo ha lodato il gameplay realistico e avvincente, Absolute Games l'ha invece considerato primitivo e un insulto al genere simulatorio.